# ريك ريتز
ريك ريتز (بالإنجليزية: Ric Reitz)‏ هو ممثل أمريكي، ولد في 8 سبتمبر 1955 بروتشستر في الولايات المتحدة.

## أعمال

### أفلام
- (2000) 28 يوما[4]
- (2000) تذكر الجبابرة
- (2005) يوميات امرأة سوداء مجنونة
- (2009) عائلة جونز
- (2010) قتلة[5][6]
- (2012) المهرجون الثلاثة[7]
- (2012) رحلة طيران
- (2012) متخفية للغاية
- (2013) فيغاس الأخيرة[8]
- (2013) مدينة محطمة
- (2013) ملاذ آمن[9]
- (2014) ذا لوفت[10][11]
- (2016) عيد الميلاد تقريبا
- (2017) أرق[12]

### مسلسلات
- طريق أكتوبر

## وصلات خارجية
- ريك ريتز على موقع IMDb (الإنجليزية)
- ريك ريتز على موقع ألو سيني (الفرنسية)
- ريك ريتز على موقع أول موفي (الإنجليزية)
- ريك ريتز على موقع قاعدة بيانات الأفلام السويدية (السويدية)
- ريك ريتز على موقع قاعدة بيانات الفيلم (الإنجليزية)
- ريك ريتز على موقع كينوبويسك (الروسية)